# Touch Me (chanson)
Pour les articles homonymes, voir Touch Me.
Singles de The Doors
Hello, I Love You
(1968) Wishful Sinful
Touch Me est une chanson du groupe The Doors, composée par Robby Krieger, extraite de l'album The Soft Parade, sortie en single en décembre 1968 et classée no 1 aux États-Unis.
Elle est reprise par le groupe féminin japonais Show-Ya en 1985 sur son premier album Masquerade Show.

## Composition et enregistrement
La chanson a été écrite et composée par Robby Krieger le guitariste du groupe The Doors. Le riff est très semblable à la chanson C'Mon Marianne,, composée par L. Russell Brown, et interprétée par le groupe The Four Seasons en 1967. À l'origine, la chanson était intitulée Hit Me mais Jim Morrison insistera pour changer le titre en Touch Me, de peur que lors des concerts, cela pourrait inciter les spectateurs à de la violence ("Hit me" signifiant "frappe-moi" en anglais). La chanson a été enregistrée avec un orchestre du cuivres dans la même veine de la production de l'album The Soft Parade. Le solo de saxophone est joué par Curtis Amy. 
La chanson se termine par la phrase: "Stronger than dirt" ("plus fort que la saleté") qui était à l'époque, le slogan d'une publicité de la marque de produits ménagers, Ajax. Jim Morrison se serait moqué du fait que les dernières notes de la chanson ressemblent à celles du jingle de la publicité. 